# Ивангород (Башкортостан)
Иванго́род (баш. Ивангород) — деревня в Давлекановском районе Республики Башкортостан Российской Федерации. Входит в состав Шестаевского сельсовета.

## География

### Географическое положение
Расстояние до:
- районного центра (Давлеканово): 30 км,
- центра сельсовета (Шестаево): 3 км,
- ближайшей ж/д станции (Давлеканово): 30 км.

## Население
| 2002 | 2009 | 2010 |
| ---- | ---- | ---- |
| 430  | ↘381 | ↘377 |